# 卡尔 (名)
卡爾（德語：Carl 或 Karl）是男性名字查爾斯（英語：Charles）的德語變體，意思是自由的人，或者是一個男人。
有這個名字的著名人物包括：

### 科學家
- 卡尔·格雷贝（Carl Gräbe），德国有机化学家
- 卡尔·齐格勒（Karl Waldemar Ziegler），德国化学家，1963年获得诺贝尔化学奖
- 卡尔·利伯曼（Carl Liebermann），德国化学家

- 卡尔·魏尔施特拉斯（Karl Theodor Wilhelm Weierstraß），德国数学家
- 卡尔·亚当·佩特里（Carl Adam Petri），德国数学家、信息学家
- 卡爾·蘭德施泰納（Karl Landsteiner），奧地利醫學家，1930年諾貝爾生理學或醫學獎得主

- 卡尔·费迪南德·布劳恩（Karl Ferdinand Braun），德国物理学家，阴极射线管发明者
- 卡爾·安德森（Carl David Anderson），美國物理學家，正電子的發現者
- 卡爾·央斯基（Karl Guthe Jansky），美國天文學家，1932年發現了發射自銀河系中心的無線電波
- 卡爾·薩根（Carl Edward Sagan），美國天文學家、科普作家、科幻作家

### 政治家
- 卡爾大帝（Karl der Große），即法語中的查理曼和英語中的查理大帝
- 卡尔·邓尼茨（Karl Dönitz），原第三帝国代理元首，总理
- 卡尔·冯·克劳塞维茨（Carl von Clausewitz），普鲁士将军，军事理论家
- 卡尔·路德维希·弗里德里希（Karl Ludwig Friedrich），第二任巴登大公
- 弗蘭茨·卡爾大公（Archduke Franz Karl of Austria），奧地利皇帝
- 卡爾一世（Karl I），奧匈帝國末代君主
- 卡爾·塞茨（Karl Seitz），1919-1920年任奧地利聯邦第一任總統
- 洛林的卡爾·亞歷山大（Karl Alexander von Lothringen），奧屬尼德蘭總督

### 音乐家
- 卡尔·奥尔夫（Carl Orff），德国作曲家
- 卡尔·菲利普·埃曼努埃尔·巴赫（Carl Philipp Emanuel Bach），德国作曲家

- 卡尔·李希特（Karl Richter），德国指挥家、管风琴演奏家
- 卡尔·穆辛格尔（Karl Münchinger），德国指挥家
- 卡尔·舒李希特（Carl Schuricht），维也纳爱乐乐团指挥家

- 卡尔·本茨（Karl Friedrich Benz），汽车品牌奔驰创始人
- 卡爾·車爾尼（Carl Czerny），奧地利作曲家、鋼琴家、音樂教育家
- 卡尔·阿尔布雷希特（Karl Albrecht），德国企业家，超市Aldi创始人

### 設計師
- 卡爾·拉格斐，德国設計師

### 政治學家
- 卡尔·席勒（Karl Schiller），德国经济学家、政治学家
- 卡尔·施米特（Carl Schmitt），德国法学家、政治学家
- 卡尔·马克思（Karl Heinrich Marx），德国政治学家、哲学家、经济学家
- 卡尔·李卜克内西（Karl Liebknecht ），德国政治学家、律师

|  | 本页或本分段罗列了有着相同名的人物，如果是一个内链将您引导到本页，您可能愿意通过点击对应的链接到达想要的条目。 |